# Ruciane-Nida (gmina)
Ruciane-Nida est une gmina mixte du powiat de Pisz, Varmie-Mazurie, dans le nord de la Pologne. Son siège est la ville de Ruciane-Nida, qui se situe environ 17 km à l'ouest de Pisz et 71 km à l'est de la capitale régionale Olsztyn.
La gmina couvre une superficie de 357,74 km2 pour une population de 8 627 habitants.

## Géographie
Outre la ville de Ruciane-Nida, la gmina inclut les villages de Bartlewo, Borek, Gałkowo, Gąsior, Głodowo, Iwanowo, Iznota, Jeleń, Kadzidłowo, Kamień, Karwica, Karwica Mazurska, Kokoszka, Końcewo, Krzyże, Ładne Pole, Lipnik, Lisiczyn, Majdan, Maskulińskie, Niedźwiedzi Róg, Nowa Ukta, Oko, Onufryjewo, Osiniak-Piotrowo, Piaski, Pieczysko, Popielno, Pranie, Ruczaj, Śwignajno, Śwignajno Wielkie, Szeroki Bór, Ukta, Warnowo, Wejsuny, Wejsuny-Leśniczówka, Wierzba, Wojnowo, Wólka, Wygryny, Wypad, Zameczek, Zamordeje, Zaroślak et Zdrużno.
La gmina borde les gminy de Mikołajki, Piecki, Pisz, Rozogi et Świętajno.